# Rosedale (Washington)
Rosedale az Amerikai Egyesült Államok északnyugati részén, Washington állam Pierce megyéjében elhelyezkedő statisztikai település. A 2010. évi népszámlálási adatok alapján 4044 lakosa van.
Rosedale postahivatala 1887 és 1918 között működött. A település nevét a térségben nyíló rózsákról kapta.
A korábban a helyi iskolához tartozó parkot 1964-ben nyitották meg a nyilvánosság előtt.

## Fordítás
- Ez a szócikk részben vagy egészben  a   Rosedale, Washington című angol Wikipédia-szócikk ezen változatának fordításán alapul.  Az eredeti cikk szerkesztőit annak laptörténete sorolja fel. Ez a jelzés csupán a megfogalmazás eredetét és a szerzői jogokat jelzi, nem szolgál a cikkben szereplő információk forrásmegjelöléseként.